# St. Marks (Florida)
St. Marks és una població dels Estats Units a l'estat de Florida. Segons el cens del 2000 tenia 272 habitants.

## Demografia
Segons el cens del 2000, St. Marks tenia 272 habitants, 137 habitatges, i 79 famílies. La densitat de població era de 54,4 habitants/km².
Dels 137 habitatges en un 16,1% hi vivien nens de menys de 18 anys, en un 43,1% hi vivien parelles casades, en un 9,5% dones solteres, i en un 42,3% no eren unitats familiars. En el 36,5% dels habitatges hi vivien persones soles el 8,8% de les quals corresponia a persones de 65 anys o més que vivien soles. El nombre mitjà de persones vivint en cada habitatge era d'1,99 i el nombre mitjà de persones que vivien en cada família era de 2,56.
Per edats la població es repartia de la següent manera: un 15,8% tenia menys de 18 anys, un 7,4% entre 18 i 24, un 27,6% entre 25 i 44, un 31,6% de 45 a 60 i un 17,6% 65 anys o més.
L'edat mediana era de 44 anys. Per cada 100 dones de 18 o més anys hi havia 110,1 homes.
La renda mediana per habitatge era de 25.156 $ i la renda mediana per família de 36.250 $. Els homes tenien una renda mediana de 25.234 $ mentre que les dones 21.458 $. La renda per capita de la població era de 14.994 $. Entorn del 19,1% de les famílies i el 19,5% de la població estaven per davall del llindar de pobresa.

## Poblacions més properes
El següent diagrama mostra les poblacions més properes.